# River Bluff
River Bluff – miasto w Stanach Zjednoczonych, w stanie Kentucky, w hrabstwie Oldham.